# 52.ª Divisão de Infantaria (Alemanha)
A 52ª Divisão de Infantaria (em alemão:52. Infanterie-Division) foi uma unidade militar que serviu no Exército alemão durante a Segunda Guerra Mundial.

## Comandantes
| Comandante                          | Data                                          |
| ----------------------------------- | --------------------------------------------- |
| Generaloberst Karl Adolf Hollidt    | 1 de setembro de 1939 - 8 de setembro de 1939 |
| Generaloberst Hans-Jürgen von Arnim | 8 de setembro de 1939 - 5 de outubro de 1940  |
| Generaloberst Dr. Lothar Rendulic   | 5 de outubro de 1940 - 1 de novembro de 1942  |
| Generalleutnant Rudolf Peschel      | 1 de novembro de 1942 - 5 de novembro de 1943 |

## Oficiais de operações
| Major Helmuth Strempel         | 26 de agosto de 1939 - 21 de abril de 1941  |
| Major Hans-Heinrich Worgitzky  | 21 de abril de 1941 - 15 de julho de 1942   |
| Oberstleutnant Konrad Purucker | 15 de julho de 1942 - 1 de novembro de 1943 |

## Área de operações
| Polônia                        | setembro de 1939 - abril de 1940 |
| Noruega & França               | abril de 1940 - junho de 1941    |
| Frente Oriental, setor central | junho de 1941 - novembro de 1943 |